# Reino Unido en los Juegos Paralímpicos de Heidelberg 1972
El Reino Unido estuvo representado en los Juegos Paralímpicos de Heidelberg 1972 por un total de 73 deportistas, 48 hombres y 25 mujeres.

## Medallistas
El equipo paralímpico británico obtuvo las siguientes medallas:
| Nombre                                | Deporte                    | Evento                                           |
| ------------------------------------- | -------------------------- | ------------------------------------------------ |
| Oro                                   |                            |                                                  |
| B. Howie                              | Atletismo                  | Eslalon 3 femenino                               |
| B. Howie                              | Atletismo                  | 60 m silla de ruedas 3 femenino                  |
| Carol Bryant                          | Atletismo                  | 60 m silla de ruedas 4 femenino                  |
| O'Brien                               | Atletismo                  | Pentatlón 5 femenino                             |
| Carol Bryant Dukelow B. Howie O'Brien | Atletismo                  | 4 × 40 m clase abierta femenino                  |
| Gwen Buck F. Nowak                    | Bolos sobre hierba         | Dobles femenino                                  |
| Margaret Maughan M. Cooper            | Dartchery                  | Dobles clase abierta femenino                    |
| Carol Bryant                          | Esgrima en silla de ruedas | Florete individual novel femenino                |
| Cyril Thomas Parkin T. Willett        | Esgrima en silla de ruedas | Sable por equipos masculino                      |
| R. Rowe                               | Halterofilia               | Peso semipesado masculino                        |
| D. Ellis                              | Natación                   | 25 m braza 2 masculino                           |
| A. West                               | Natación                   | 25 m espalda 1A masculino                        |
| Michael Shelton                       | Snooker                    | Paraplejia masculino                             |
| P. Haslam                             | Snooker                    | Tetraplejia masculino                            |
| Carol Bryant                          | Tenis de mesa              | Individual 4 femenino                            |
| Jane Blackburn Anderson               | Tenis de mesa              | Dobles 1A-1B femenino                            |
| Plata                                 |                            |                                                  |
| O'Brien                               | Atletismo                  | Eslalon 5 femenino                               |
| F. Nowak                              | Bolos sobre hierba         | Individual femenino                              |
| T. Ure                                | Bolos sobre hierba         | Individual masculino                             |
| Tom Guthrie T. Ure                    | Bolos sobre hierba         | Dobles masculino                                 |
| Parkin                                | Esgrima en silla de ruedas | Sable individual masculino                       |
| A. West                               | Natación                   | 25 m braza 1A masculino                          |
| A. West                               | Natación                   | 25 m libre 1A masculino                          |
| W. Thornton                           | Natación                   | 50 m braza 3 masculino                           |
| J. Swann                              | Tenis de mesa              | Individual 3 femenino                            |
| Jane Blackburn                        | Tenis de mesa              | Individual 1B femenino                           |
| Equipo                                | Tenis de mesa              | Equipo 3 femenino                                |
| Philip Lewis Derek Williams           | Tenis de mesa              | Equipo 2 masculino                               |
| Gibbs                                 | Tiro con arco              | Ronda FITA clase abierta femenino                |
| Anderson                              | Tiro con arco              | Ronda St. Nicholas tetraplejia femenino          |
| Jane Blackburn Anderson Taylor        | Tiro con arco              | Ronda St. Nicholas por equipos tetraplejia mixto |
| Bronce                                |                            |                                                  |
| Carol Bryant                          | Atletismo                  | Pentatlón 4 femenino                             |
| Barnard                               | Bolos sobre hierba         | Individual femenino                              |
| Cyril Thomas                          | Esgrima en silla de ruedas | Espada individual masculino                      |
| Cyril Thomas J. Clarke T. Willett     | Esgrima en silla de ruedas | Espada por equipos masculino                     |
| Haynes J. Swann P. Waller             | Esgrima en silla de ruedas | Florete por equipos femenino                     |
| Dukelow                               | Natación                   | 75 m estilos 3 femenino                          |
| Simpson                               | Natación                   | 100 m braza 6 masculino                          |
| Simpson                               | Natación                   | 100 m espalda 6 masculino                        |
| Bates                                 | Natación                   | 50 m espalda 3 masculino                         |
| W. Thornton                           | Natación                   | 75 m estilos 3 masculino                         |
| McGann                                | Snooker                    | Tetraplejia masculino                            |
| G. Matthews                           | Tenis de mesa              | Individual 2 femenino                            |
| Gwen Buck                             | Tenis de mesa              | Individual 3 femenino                            |
| O'Brien                               | Tenis de mesa              | Individual 4 femenino                            |
| Equipo                                | Tenis de mesa              | Equipo 2 femenino                                |
| G. Monoghan                           | Tenis de mesa              | Individual 3 masculino                           |
| P. Lyall                              | Tenis de mesa              | Individual 4 masculino                           |
| S. Bradshaw                           | Tenis de mesa              | Individual 1B masculino                          |
| S. Bradshaw T. Taylor                 | Tenis de mesa              | Dobles 1B masculino                              |
| Equipo                                | Tenis de mesa              | Equipo 4 masculino                               |
| Jane Blackburn                        | Tiro con arco              | Ronda St. Nicholas tetraplejia femenino          |